# Амба (рассказ)
«Амба» — фантастический рассказ Александра Беляева из цикла «Изобретения профессора Вагнера». Опубликован в 1929 году.

## История
В декабре 1928 года Беляев уехал с семьёй в Ленинград, где живёт в квартире по соседству с комнатой Бориса Житкова. Здесь он написал «Продавец воздуха», «Властелин мира». Здесь же Беляев пишет и многие рассказы из цикла «Изобретения профессора Вагнера», написанные с большим юмором. Рассказ «Амба» этого цикла был опубликован в 1929 году («Всемирный следопыт», 1929, № 10). В следующем, 1930 году, Беляев опубликовал и продолжение «Амбы» — рассказ «Хойти-Тойти».

## Сюжет
Повествование ведётся от имени молодого метеоролога, получившего распределение на работу в научную экспедицию в Абиссинии. В одной из деревень он встречает другого русского — профессора Вагнера — изучавшего в Африке язык обезьян. Вагнер рассказал ему о том, что он смог спасти мозг погибшего ассистента профессора Турнера и даже научился общаться с ним. В момент встречи с рассказчиком Вагнер привил коровий глаз мозгу, чтобы тот смог показать место, где он перед своей гибелью (о которой мозг ещё не подозревал) расстался с раненым Турнером. С помощью мозга Ринга, обретшего зрение, Вагнер и рассказчик отправились на поиски Турнера и смогли спасти его.

### Особенности сюжета

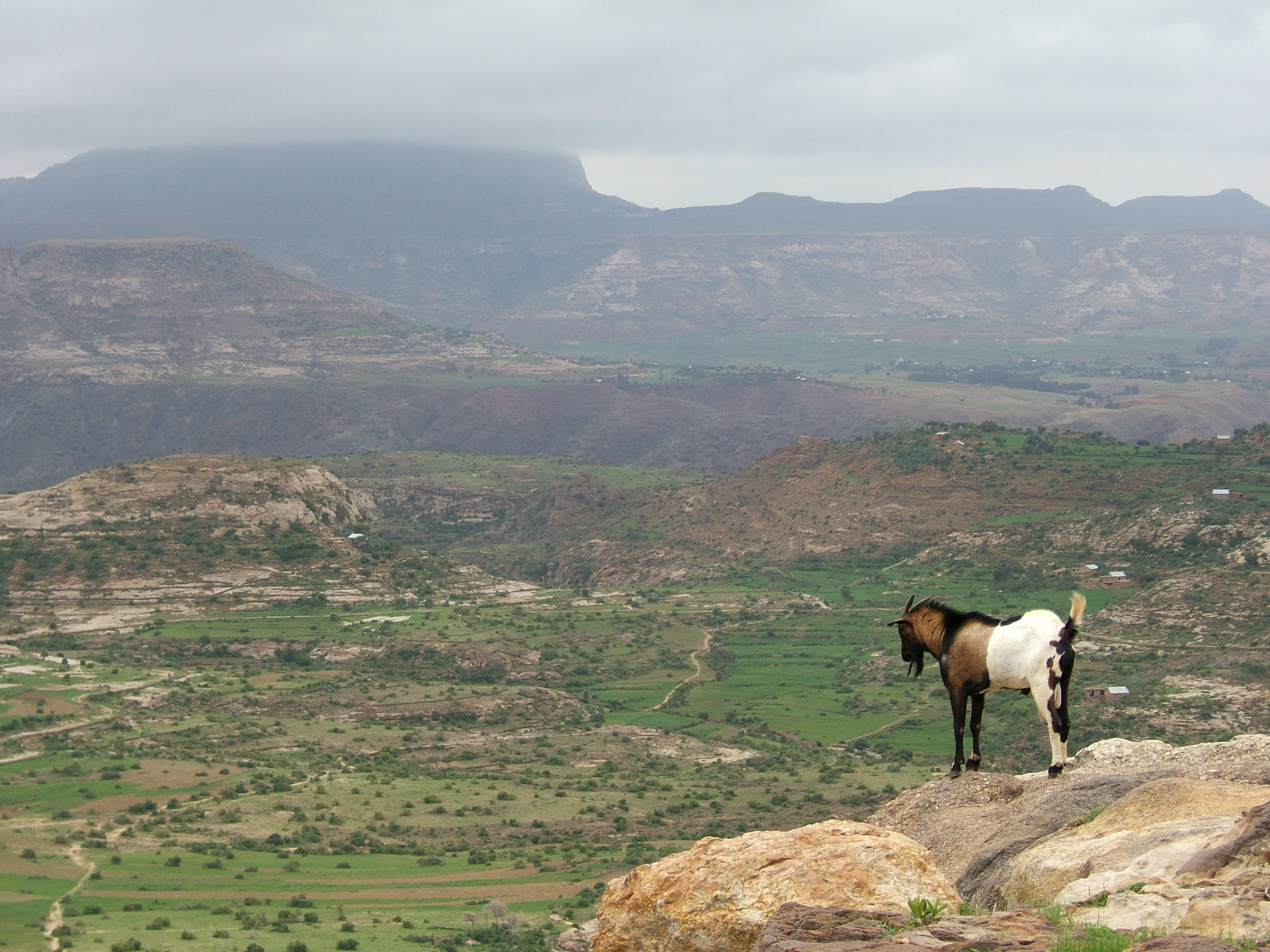
Вид на Эфиопское нагорье

- В самом начале рассказа в диалоге рассказчика и его друга объясняется значение название рассказа. Амбой называется гора с плоской вершиной, часто встречающаяся в Абиссинии, на которой автор когда-то в детстве мечтал поселиться и жить. Кроме этого, так называется двойной выигрыш в игре, например, в лотерее. В данном случае Вагнер не только спас мозг погибшего Ринга, но и с помощью последнего выручил своего друга — профессора Турнера.
- Дальнейшие похождения мозга Ринга описываются в рассказе «Хойти-Тойти».

## Персонажи
- Рассказчик — молодой учёный-метеоролог, от имени которого ведётся повествование
- Коля Бибикин — бывший друг детства автора
- Иван, Иан — глава рода в абиссинской деревне
- Вагнер — русский профессор, участник экспедиции в Африке
- Генрих Решер — ботаник, ассистент профессора Турнера
- Ринг — погибший ассистент профессора Турнера